# Grand prix du roman Dengeki

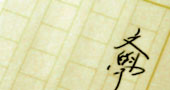
Image d'un manuscrit japonais présentant le mot « 文學 » - Littérature.

Le Grand prix du roman Dengeki (電撃小説大賞, Dengeki shōsetsu taishō) est un prix littéraire décerné tous les ans (depuis 1994) par l'éditeur japonais ASCII Media Works (anciennement MediaWorks) pour sa collection Dengeki Bunko de light novels. Le concours a permis de faire connaître de nombreux « light novelists » à succès, tels Kouhei Kadono (en) et Yashichiro Takahashi. Intitulé à l'origine « Prix du roman de jeu Dengeki », le nom est changé en 2003. Les principales récompenses du prix du roman Dengeki consistent en un Grand Prix (3 millions ¥), un prix d'or (1 million ¥) et un prix d'argent (500 000 ¥). En plus de la somme d'argent, les romanciers lauréats voient leurs ouvrages publiés par Dengeki Bunko avec le concours d'un illustrateur pour l'aspect graphique de la publication de leurs light novels. Cependant, si un participant est récompensé du prix Media Works Bunko, le roman couronné est publié par les éditions Media Works Bunko (en) de ASCII Media Works, et l'auteur reçoit la somme de 1 million de ¥. Le nom du roman est souvent changé de celui qu'il porte lorsqu'il remporte le prix. Il y a plus de 5 000 demandes par an, et le Grand prix du roman Dengeki est considéré comme le plus grand prix du genre des « light novels ».

## Membres du comité
- Hitoshi Yasuda : romancier, traducteur
- Mishio Fukazawa : romancier
- Kyōichirō Takahata : romancier
- Tatsuo Satō : ancien président de MediaWorks
- Kazutomo Suzuki : directeur général de Dengeki Bunko

## Prix
| Prix                               | Montant de la récompense (1994–2012) | Montant de la récompense (depuis 2013) |
| ---------------------------------- | ------------------------------------ | -------------------------------------- |
| Grand Prix[A]                      | ¥1 million                           | ¥3 millions                            |
| Prix d'or[A]                       | ¥500,000                             | ¥1 million                             |
| Prix d'argent[A]                   | ¥300,000                             | ¥500,000                               |
| Prix Media Works Bunko[D]          | ¥500,000                             | ¥1 million                             |
| Prix du magazine Dengeki Bunko [C] | ¥200,000                             | ¥300,000                               |
| Mention honorable [B]              | ¥50,000                              | ¥50,000                                |

## Nombre de participants
| Année | Participants |
| ----- | ------------ |
| 1994  | 656          |
| 1995  | 566          |
| 1996  | 953          |
| 1997  | 869          |
| 1998  | 996          |
| 1999  | 1,326        |
| 2000  | 1,469        |
| 2001  | 1,647        |
| 2002  | 2,080        |
| 2003  | 2,015        |
| 2004  | 2,603        |
| 2005  | 3,022        |
| 2006  | 2,931        |
| 2007  | 2,943        |
| 2008  | 3,541        |
| 2009  | 4,602        |
| 2010  | 4,842        |
| 2011  | 5,293        |
| 2012  | 6,078        |
| 2013  | 6,554        |
| 2014  | 5,055        |
| 2015  | 4,580        |
| 2016  | 4,878        |
| 2017  | 5,088        |
| 2018  | 4,833        |

## Lauréats
| #  | Année | Grand Prix                                             | Médaille d'or                                         | Médaille d'argent                                             |                                                           |
| -- | ----- | ------------------------------------------------------ | ----------------------------------------------------- | ------------------------------------------------------------- | --------------------------------------------------------- |
| 01 | 1994  | Gorei Tōshi Ōki Den Gorei Tōshi Genrin! Hiroyuki Domon | Criss Cross: Konton no Maoh Kyoichiro Takahata        | Bōken Phoniness Amurafi - Kaijin Doramu no Hiho Yuji Nakasato |                                                           |
| 01 | 1994  | Gorei Tōshi Ōki Den Gorei Tōshi Genrin! Hiroyuki Domon | Criss Cross: Konton no Maoh Kyoichiro Takahata        | Kumo Yuki Ayashi, Ame ni Naran ya Ryosuke Tsubota             |                                                           |
| 02 | 1995  | Blackrod Hideyuki Furuhashi                            | Prix non attribué                                     | Yamai wa Chikara: Special Man Naohiro Narishige               |                                                           |
| 02 | 1995  | Blackrod Hideyuki Furuhashi                            | Prix non attribué                                     | Koseki Gakari no Yūutsu Ari Kayamoto                          |                                                           |
| 03 | 1996  | Prix non attribué                                      | Panzer Polis 1935 Minoru Kawakami                     | Horogram Seed Ayato Miyabi                                    |                                                           |
| 03 | 1996  | Prix non attribué                                      | Naniwa Sōsinki Jiro Kurifu                            | Dark Eyes Saya Amo                                            |                                                           |
| 04 | 1997  | Boogiepop Kouhei Kadono                                | Nekome Gari Tsumugu Hashimoto                         | Boku no Chi o Suwanaide Taro Achi                             |                                                           |
| 05 | 1998  | Grand Prix                                             | Prix d'or                                             | Prix d'argent                                                 | Mention honorable                                         |
| 05 | 1998  | Prix non attribué                                      | Gakuen Bugeicho 'Tsuki ni Waraku' Nobutaka Shirai     | Called Gehenna Gakuto Mikumo                                  | Tsuki to Anata ni Hanataba o Kazuya Shimura               |
| 05 | 1998  | Prix non attribué                                      | Gakuen Bugeicho 'Tsuki ni Waraku' Nobutaka Shirai     | Called Gehenna Gakuto Mikumo                                  | Gimmick Heart Jun Nanami                                  |
| 06 | 1999  | Ringtail Kachi Ikusa no Kimi Muku Maruyama             | Double Breed Erika Nakamura                           | Wakagusa Yakyubu Kyosokyoku Submarine Girl Ginga Isshiki      | Prix non attribué                                         |
| 07 | 2000  | Prix non attribué                                      | Tengoku ni Namida wa Iranai Kei Sato                  | Wizard's Brain Reiichi Saegusa                                | Ōdo Rakuga Akihiko Odo                                    |
| 07 | 2000  | Prix non attribué                                      | Onmyo no Miyako Soichiro Watase                       | Wizard's Brain Reiichi Saegusa                                | Tenken Ohki Miwa Choshiro                                 |
| 08 | 2001  | Daito Fūnki: Rakuyo no Shōjo Tosei Tamura              | Prix non attribué                                     | Akuma no Mikata Hisamitsu Ueo                                 | A/B Extreme CASE-314 Emperor Yashichiro Takahashi         |
| 08 | 2001  | Daito Fūnki: Rakuyo no Shōjo Tosei Tamura              | Prix non attribué                                     | Infinity Zero: Fuyu~white snow Mamizu Arisawa                 | Kyuketsuki no Oshigoto: The Style of Vampires Suzu Suzuki |
| 09 | 2002  | Kiri: Shishatachi wa Koya ni Nemuru Yukako Kabei       | Nanahime Monogatari Wataru Takano                     | Prix non attribué                                             | Sharp Edge - stand on the edge Shinichi Sakairi           |
| 09 | 2002  | Kiri: Shishatachi wa Koya ni Nemuru Yukako Kabei       | Baccano!: The Rolling Bootlegs Ryōgo Narita           | Prix non attribué                                             | Sylph Night Junichi Kamino                                |
| 10 | 2003  | Shio no Machi: Wish on My Precious Hiro Arikawa        | Wagaya no Oinari-sama. Jin Shibamura                  | Sempai to Boku Masashi Okita                                  | Kekkaishi no Fugue Hazuki Minase                          |
| 10 | 2003  | Shio no Machi: Wish on My Precious Hiro Arikawa        | Wagaya no Oinari-sama. Jin Shibamura                  | Sempai to Boku Masashi Okita                                  | Shupuru no Ohanashi: Grandpa's Treasure Box Aki Amamiya   |
| 11 | 2004  | Ruka: Rakuen no Torawarebitotachi Hirotaka Nanae       | Hikari no Machi: nerim's note Masashi Hasegawa        | Kiseki no Hyogen Mitsutaka Yuki                               | Serious Rage Toshiyuki Shirakawa                          |
| 12 | 2005  | Orusu Banshee Masatake Ogawa                           | Kanashimi Chimera Rei Rairaku                         | Spice and Wolf Isuna Hasekura                                 | Tenshi no Recipe Makura Otogi                             |
| 12 | 2005  | Orusu Banshee Masatake Ogawa                           | Kanashimi Chimera Rei Rairaku                         | Hime no Miko Hikaru Sugii                                     | Tenshi no Recipe Makura Otogi                             |
| 13 | 2006  | Mimizuku to Yoru no Ō Izuki Kogyoku                    | Sekai Heiwa wa Ikka Danran no Ato ni Kazuya Hashimoto | Natsuki Fullswing: Ketsubatto Onna Warau Natsuki, Hideto Kido | Prix non attribué                                         |
| 13 | 2006  | Mimizuku to Yoru no Ō Izuki Kogyoku                    | Tobira no Soto Shinjirō Dobashi                       | Natsuki Fullswing: Ketsubatto Onna Warau Natsuki, Hideto Kido | Prix non attribué                                         |
| 14 | 2007  | Hōkago Hyakumonogatari Hirokazu Minemori               | Kimi no Tame no Monogatari Marehito Mikagami          | Ikai Nostalgia Kazuaki Sena                                   | Hazakura ga Kita Natsu Kōji Natsumi                       |
| 14 | 2007  | Hōkago Hyakumonogatari Hirokazu Minemori               | Kimi no Tame no Monogatari Marehito Mikagami          | Oshikake Ragnarok Hyōsuke Takatō                              | Hazakura ga Kita Natsu Kōji Natsumi                       |

| #  | Année | Grand Prix                | Prix d'or                     | Prix d'argent                      | Prix du magazine Dengeki Bunko         | Mention honorable                 |
| -- | ----- | ------------------------- | ----------------------------- | ---------------------------------- | -------------------------------------- | --------------------------------- |
| 15 | 2008  | Accel World Reki Kawahara | Parallel Lovers Tōka Shigatsu | Tokyo Vampire Finance Junjō Shindō | Gankyū Kitan Tomo Takaha               | Kataribe Jinei Kōzaburō Yamaguchi |
| 15 | 2008  | Accel World Reki Kawahara | Parallel Lovers Tōka Shigatsu | Ro-Kyu-Bu! Sagu Aoyama             | Sukima Onna (Habahiro) Hideto Maruyama | Kataribe Jinei Kōzaburō Yamaguchi |

| #  | Année | Grand Prix                                       | Prix d'or                                                                                 | Prix d'argent                                                                                    | Prix Media Works Bunko                                      | Prix du magazine Dengeki Bunko             | Mention honorable                                                    | Prix pour célébrer le vingtième anniversaire        |
| -- | ----- | ------------------------------------------------ | ----------------------------------------------------------------------------------------- | ------------------------------------------------------------------------------------------------ | ----------------------------------------------------------- | ------------------------------------------ | -------------------------------------------------------------------- | --------------------------------------------------- |
| 16 | 2009  | Bakumatsu Mahōshi: Mage Revolution Sōji Tanabu   | Vandal Garōgai no Kiseki Mamoru Minagawa                                                  | Goshujin-san & Maid-sama: Tō-san Kaa-san, Uchi no Maid wa Zu ga Takai to Okorimasu Mudai Enokizu | (Ei) Amrita Mado Nozaki                                     | Seiren Sangokushi Shūniko Nana             | Natsu Koi Shigure Jun Ayasaki                                        |                                                     |
| 16 | 2009  | Bakumatsu Mahōshi: Mage Revolution Sōji Tanabu   | Vandal Garōgai no Kiseki Mamoru Minagawa                                                  | Goshujin-san & Maid-sama: Tō-san Kaa-san, Uchi no Maid wa Zu ga Takai to Okorimasu Mudai Enokizu | Taiyō no Akubi Kaoru Arima                                  | Seiren Sangokushi Shūniko Nana             | Sora no Kanata Manabi Hishida                                        |                                                     |
| 17 | 2010  | Shirokuro Nekuro Ryōto Takama                    | Seishun Lariat!! Takamaru Semikawa                                                        | Hataraku Maō-sama! Satoshi Wakabara                                                              | Gyogan Lens Natsu Asaba                                     | See-through!? Ifusei Amou                  | Prix non attribué                                                    |                                                     |
| 17 | 2010  | Shirokuro Nekuro Ryōto Takama                    | Idolising! Sakaki Hirozawa                                                                | Anti-literal Sūgaku Yagi Uzuki                                                                   | Ocharake! Kuchibaya                                         | See-through!? Ifusei Amou                  | Prix non attribué                                                    |                                                     |
| 17 | 2010  | Shirokuro Nekuro Ryōto Takama                    | Idolising! Sakaki Hirozawa                                                                | Anti-literal Sūgaku Yagi Uzuki                                                                   | Ten'i no Nyōbō Mutsue Nakamachi                             | See-through!? Ifusei Amou                  | Prix non attribué                                                    |                                                     |
| 18 | 2011  | Escape Speed Nozomu Kuoka                        | Anata no Machi no Toshi Denki! Shibai Kineko                                              | Wizard & Warrior With Money Ghost Mikawa                                                         | Shinryaku Kyōshi Seijin UMA Edward Smith                    | Ashita kara Orera ga Yatte Kita Rin Takaki | Minutes: Ichi Bunkan de Sekai o Horobosu Hōhō ni Tsuite Yomoji Kiono |                                                     |
| 18 | 2011  | Escape Speed Nozomu Kuoka                        | Anata no Machi no Toshi Denki! Shibai Kineko                                              | Yūsha ni wa Katenai Shirō Kuta                                                                   | Yamabiko no Iru Mado Nariko Narita                          | Ashita kara Orera ga Yatte Kita Rin Takaki | Minutes: Ichi Bunkan de Sekai o Horobosu Hōhō ni Tsuite Yomoji Kiono |                                                     |
| 19 | 2012  | Kijikakushi no Niwa Mina Sakurai                 | Ashita, Boku wa Shinu. Kimi wa Ikikaeru. Maru Fuji                                        | Tōkyō Soul Withers Nekotarō Aizen                                                                | Tamayura Toori Rinshitsu Yokochō Kana Hyōgu Ten Naoki Gyōda | Shitsuren Tantei Hyakuse Saginomiya Misaki | Summer Lancer Natsuki Amasawa                                        |                                                     |
| 19 | 2012  | Hello, Mr. Magnum Matsuri Akaneya                | Eco to Tōru to Bukatsu no Jikan Kokkuri Yanagida                                          | Tōkyō Soul Withers Nekotarō Aizen                                                                | Tamayura Toori Rinshitsu Yokochō Kana Hyōgu Ten Naoki Gyōda | Shitsuren Tantei Hyakuse Saginomiya Misaki | Summer Lancer Natsuki Amasawa                                        |                                                     |
| 20 | 2013  | Zero kara Hajimeru Mahō no Sho Koketa Kobashiri  | In ga Orinasu Shōkan Mahō Kimidori                                                        | Ōte Keika Tori! Yūichi Aoba                                                                      | World of Words: Kami wa Sekai o Kijutsu Suru Minato Jūsan   | Kyūshoku Sōdatsusen Azumi                  | Prix non attribué                                                    | Mizuki Shigeko-san to Musubaremashita Masaru Masaka |
| 20 | 2013  | Hakata Tonkotsu Ramens Saki Kisaki               | San-nen B-gumi Nakazaki-kun (kari) Hiroshi Ogawa                                          | Hōkago Waisetsu Kurabu Keishun Akizaka                                                           | World of Words: Kami wa Sekai o Kijutsu Suru Minato Jūsan   | Kyūshoku Sōdatsusen Azumi                  | Prix non attribué                                                    | Mizuki Shigeko-san to Musubaremashita Masaru Masaka |
| 21 | 2014  | Rikunaki Wakusei no Pallas Athene Suta Hatoshima | Unmei ni Aisarete Gomennasai Uwamikuruma                                                  | Rhetorica Chronicle Hyuganatsu                                                                   | Chotto Imakara Shigoto Yametekuru Emi Kitagawa              | Barrier Cracker Kakoi Kyonosuke            | Prix non attribué                                                    |                                                     |
| 21 | 2014  | φ no Hōseki Shūsuke Nitta                        | Unmei ni Aisarete Gomennasai Uwamikuruma                                                  | Manga no Kamisama Kazuyuki Sono                                                                  | Chotto Imakara Shigoto Yametekuru Emi Kitagawa              | Barrier Cracker Kakoi Kyonosuke            | Prix non attribué                                                    |                                                     |
| 21 | 2014  | φ no Hōseki Shūsuke Nitta                        | Unmei ni Aisarete Gomennasai Uwamikuruma                                                  | Ideologue Jūjō Shiida                                                                            | Chotto Imakara Shigoto Yametekuru Emi Kitagawa              | Barrier Cracker Kakoi Kyonosuke            | Prix non attribué                                                    |                                                     |
| 22 | 2015  | Tada, Soredakede Yokattandesu Ryōya Matsumura    | Walhalla no Bangohan ~ Inoshishi to Dragon no Kushiryōri (Brochette) ~ Kazutoshi Mikagami | Ketsu Yoku Ō Bōmei Dan Yashumi Atarashi                                                          | Chocolate Confusion Natsume Seisō                           | Ore Tachi Kyupi Kyupi Q Pittsu Sōta Nadasō | Prix non attribué                                                    |                                                     |
| 22 | 2015  | Tōkyō Shitamachi Gold Clash Koma Kadono          | Ore o sukinano wa omae dake ka yo Rakuda                                                  | Koisuru SP Bushō Kei Danshi no Mamori Kata Asami Yuzuki                                          | Chocolate Confusion Natsume Seisō                           | Ore Tachi Kyupi Kyupi Q Pittsu Sōta Nadasō | Prix non attribué                                                    |                                                     |